# Nancie Banks
Nancie Banks (geborene Nancy Manzuk, * 29. Juli 1951 in Morgantown (West Virginia); † 13. November 2002 in New York City) war eine US-amerikanische Jazzsängerin, Arrangeurin, Bandleaderin und Kopistin.
Banks wuchs in Pittsburgh auf; als Kind hatte sie Klavierunterricht bei ihrer Mutter, einer klassischen Pianistin. Ihr Vater war Sänger im Kirchenchor. Mit 17 Jahren zog sie nach New York und studierte bei Barry Harris, Alberto Socarras und Edward Boatner; außerdem wirkte sie bei Workshops des Jazzmobile mit. In den folgenden Jahren arbeitete sie sowohl mit eigenen kleineren Ensembles als auch mit Bigbands, wie etwa dem Lionel Hampton Orchestra, dem sie Mitte der 1980er Jahre angehörte. Außerdem arbeitete sie mit Sadik Hakim, Walter Davis junior, John Hicks, Barry Harris, Dexter Gordon, Woody Shaw, Walter Booker, Bob Cunningham, Bross Townsend, Duke Jordan, Jon Hendricks, Walter Bishop junior, Clarence Sharpe, Wayne Escoffery und Charli Persip. 1989 erhielt sie ein Stipendium zum Studium am Jazz Department der New School. 
Mit Unterstützung ihres Mentors Cecil Bridgewater, der die Studentenband leitete, gründete sie ihr 19-köpfiges Nancie Banks Orchestra, mit dem sie in den 1990er Jahren auf zahlreichen Festivals auftrat, u. a. auf dem Mary Lou Williams Women’s Jazz Festival in Washington, D.C. 1994 erschien ihr Debütalbum Bert’s Blues, u. a. mit Kenny Rampton an der Trompete und Edwin Swanston am Piano. Ihr Album Waves of Peace wurden im Kritikerpoll des Village Voice zum Besten Jazz-Album des Jahres nominiert. Bis zu ihrem Tod 2002 im Alter von 51 Jahren legte sie noch drei weitere Alben vor. Daneben arbeitete Banks als Kopistin und wirkte bei der Filmmusik von Spike Lees Mo’ Better Blues mit, des Weiteren bei mehreren Broadway-Produktionen. Als Kopistin arbeitete sie u. a. für das Count Basie Orchestra, George Benson, Diane Schuur, Buck Clayton, Frank Foster, Grover Mitchell, Joe Chambers, Jack Jeffers und Monty Alexander. Im Bereich des Jazz war sie zwischen 1991 und 2001 an fünf Aufnahmesessions beteiligt. Nancie Banks war mit dem Posaunisten Clarence Banks (* 1952) verheiratet. Posthum erschien 2006 ihr Album Out of It, an dem u. a. auch der Trompeter James Zollar mitwirkte.